# Lac Brochet (Manitoba)
Lac Brochet je vesnice indiánů Dené (indiánská rezervace) v Manitobě, v Kanadě, situovaná na stejnojmenném jezeře. Tato obec čítá 629 obyvatel a z nich 610 jsou registrovaní (či smluvní) indiáni. Střední věk obyvatelstva je o něco nižší než 20 let.
Poblíž se nachází indiánská rezervace Northlands Denesuline. Vesnici Lac Brochet nespojují žádné silnice s dalšími oblasti Manitoby. Mnozí usedlíci při cestování využívají zdejší letiště Lac Brochet Airport, nacházející se poblíž obce. Zdejší malá škola Petit Casimir Memorial School je školou typu K-12 school.
| Růžice kompasu |                          | Baker Lake  |                         | Růžice kompasu |
| Růžice kompasu | Stony Rapids, Black Lake | Sever       | Tadoule Lake, Churchill | Růžice kompasu |
| Růžice kompasu | Stony Rapids, Black Lake | Lac Brochet | Tadoule Lake, Churchill | Růžice kompasu |
| Růžice kompasu | Stony Rapids, Black Lake | Jih         | Tadoule Lake, Churchill | Růžice kompasu |
| Růžice kompasu | Brochet                  |             |                         | Růžice kompasu |